# Motoori Norinaga
Motoori Norinaga (本居 宣長; Hepburn: Norinaga Motoori; 1730. június 21. – 1801. november 5.) japán tudós-polihisztor, a kokugaku mozgalom betetőzője, amely a külföldi (kínai) hatásoktól nem érintett, a buddhista és konfuciánus befolyástól még mentes eredendő japán néplelket kereste, s a bennszülött sintó kultúrkörben találta meg: Motoori „nacionalizmusa” így előfutárává vált nemcsak a szonnó dzsóinak és a Meidzsi-restaurációnak (1868), hanem a 20. századi militarizmusnak is, ám hatalmas, 44 kötetes műve, a Kodzsiki den (1798) a Kodzsiki krónika máig megkerülhetetlen nyelvtörténeti, stilisztikai, történelmi, kultúrtörténeti feldolgozása, és kimerítő, nagyívű elemzést írt a Gendzsi szerelmeiről is (Gendzsi monogatari tama no ogusi, 1796), amelyekben könnyűszerrel felülemelkedik a kokugaku szűklátókörűségén. Versei közül minden iskolás gyerek fújja a híres szakurás tankát: Sikisima no / Jamatogokoro vo / hito tovaba / aszahi ni niou / jamazakurabana. („Hogy Japánhonnak / leglelkére rátapints, / mutasd meg nekik / a napsugárban fürdő / vadon hegyiszakurát!”) Ennek a versnek kulcsszavairól nevezték el később az első négy kamikazeegységet: Sikisima, Jamato, Aszahi, Jamazakura.